# (6373) Stern
(6373) Stern (1986 EZ) – planetoida z pasa głównego asteroid okrążająca Słońce w ciągu 4,33 lat w średniej odległości 2,66 j.a. Odkryta 5 marca 1986 roku.